# Stuart Turner (rugby à XV)
Pour les articles homonymes, voir Stuart Turner.
Pas d'image ? Cliquez ici

a Compétitions nationales et continentales officielles uniquement.

b Matchs officiels uniquement.
Dernière mise à jour le 14 novembre 2024.
Stuart Turner est né le 22 avril 1972 à Southport (Angleterre). C'est un joueur de rugby à XV, qui ayant représenté l'équipe d'Angleterre en 2007, évoluant au poste de pilier (1,82 m et 105 kg). 

## Carrière
Stuart Turner obtient sa première cape internationale le 17 mars 2007, à l'occasion d'un match contre l'équipe du pays de Galles à Cardiff. Il connaît sa dernière cape le 2 juin 2007 contre l'équipe d'Afrique du Sud, terminant sa carrière internationale avec trois sélections.
Il fait partie de l'équipe des Sale Sharks qui remporte le premier Championnat d'Angleterre de son histoire en 2006. Il met un terme à sa carrière de joueur en 2009.

## Palmarès

### En équipe nationale
- 3 sélections avec l'équipe d'Angleterre
- Sélection par année : 3 en 2007

### En club
- Vainqueur Championnat d'Angleterre en 2006 avec les Sale Sharks.
- Vainqueur du Challenge européen en 2002 et en 2005 avec les Sale Sharks.
- Finaliste de la Coupe d'Angleterre en 2004 avec les Sale Sharks.